# Гута-Задибська
Гута-Задибська (пол. Huta Zadybska) — село в Польщі, у гміні Клочев Рицького повіту Люблінського воєводства.
Населення — 94 особи (2011).
У 1975-1998 роках село належало до Седлецького воєводства.

## Демографія
Демографічна структура станом на 31 березня 2011 року:
|          | Загалом | Допрацездатний вік | Працездатний вік | Постпрацездатний вік |
| -------- | ------- | ------------------ | ---------------- | -------------------- |
| Чоловіки | 51      | 13                 | 32               | 6                    |
| Жінки    | 43      | 13                 | 22               | 8                    |
| Разом    | 94      | 26                 | 54               | 14                   |